# Marie Stuart (Lebrun)
Pour les articles homonymes, voir Marie Stuart.
Marie Stuart est une pièce de théâtre de Pierre-Antoine Lebrun créée le 5 mars 1820 au Théâtre-Français.